# LuckyChap Entertainment
LuckyChap Entertainment Limited è una compagnia di produzione cinematografica e televisiva britannico-statunitense, con sede a Los Angeles e Bromsgrove.

## Descrizione
Fondata nel 2014 da Margot Robbie, Tom Ackerley, Josey McNamara e Sophia Kerr, la compagnia ha sempre descritto come suo obbiettivo principale quello produrre soprattutto film e serie tv incentrate sulla figura femminile.
LuckyChap ha prodotto film e serie tv come Tonya (2017), Dollface (2019), Birds of Prey e la fantasmagorica rinascita di Harley Quinn (2020), Una donna promettente (2020), la miniserie di Netflix Maid (2020), il campione di incassi Barbie  e Saltburn (entrambi 2023).

## Formazione
Compagnia nata dall'iniziativa dell'attrice Margot Robbie, da Tom Ackerley, Sophia Kerr e Josey McNamara, l'idea è nata principalmente dalla prima che, essendo già stata presente in film di grande successo come The Wolf of Wall Street , Suicide Squad e The Legend of Tarzan, aveva manifestato la volontà di assumere la parte di non solo come attrice, ma anche da dietro le telecamere e nel 2018 spiegò come LuckyChap le diede questa possibilità.
Robbie e Kerr sono cresciute insieme nella Gold Coast in Australia, mentre McNamara e Ackerley hanno lavorato assieme come aiuto regista per anni. Robbie e Ackerley si sono conosciuti nel set del film Suite francese nel 2013 e hanno iniziato a frequentarsi nel 2014, sposandosi poi nel 2016.
Dopo la premierè londinese di The Wolf of Wall Street, i quattro co-fondatori hanno concepito insieme l'idea di un'azienda di produzione. Il nome è correlato a  Charlie Chaplin, anche se Robbie ha spiegato come nessuno di loro ricordi l'esatta motivazione.

## Produzioni
Nel 2017, LuckyChap ha rilasciato il suo primo vero grande successo, Tonya, film sulla vita dell'atleta americana Tonya Harding, interpretata da Robbie. Con un budget di 11 milioni di dollari, è stata la prima uscita nelle sale cinematografiche. Tonya ha vinto un premio Oscar per la miglior attrice non protagonista grazie all'interpretazione di Allison Janney, un BAFTA Award e un Golden Globe, assieme ad altre nomination. L' Hollywood Reporter ha definito il successo del film come la dimostrazione dell' "immediata credibilità" della LuckyChap.

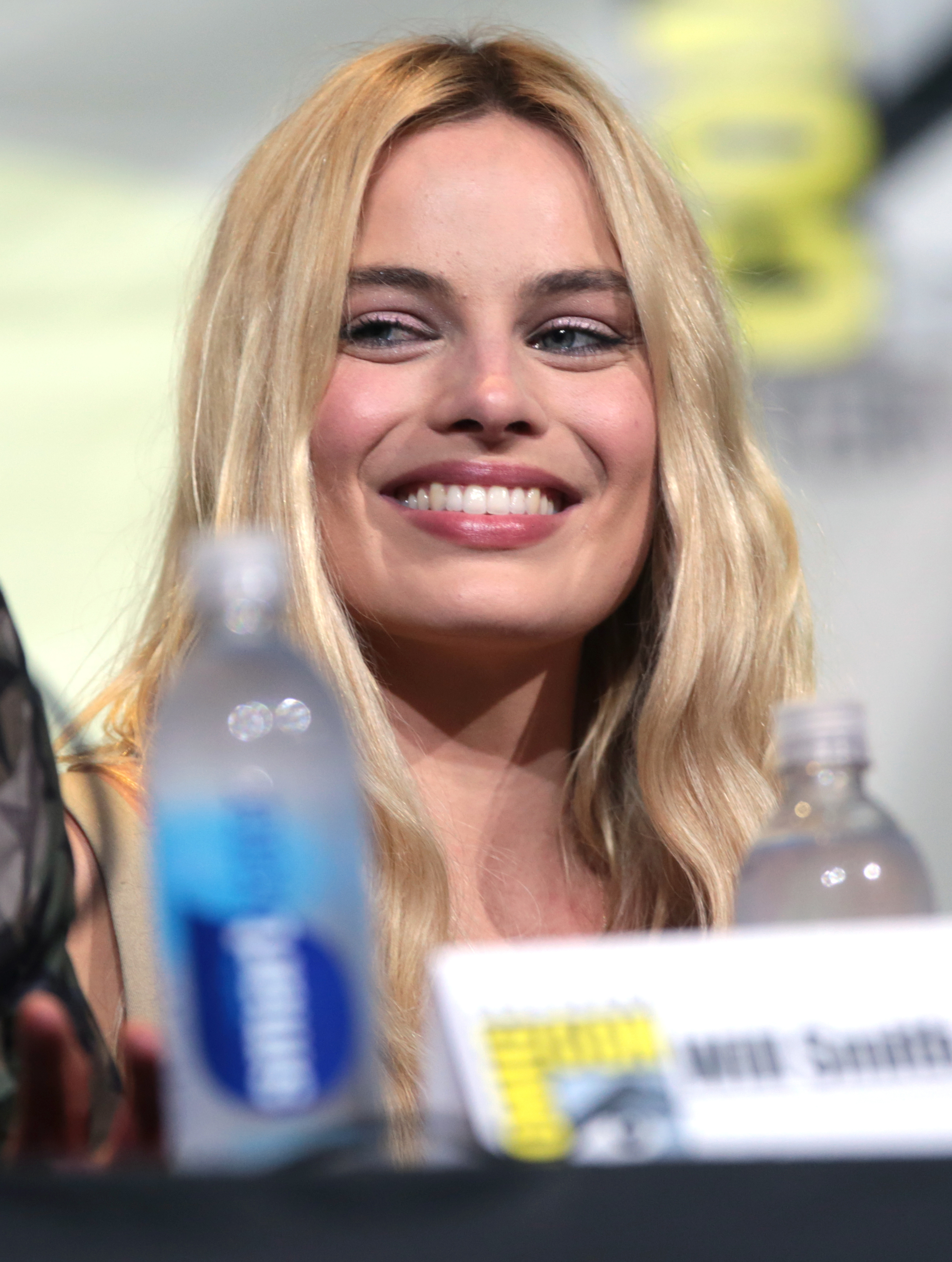
Margot Robbie, co-fondatrice della LuckyChap Entertainment

Nel 2018, LuckyChap ha rilasciato il film Terminal assieme all'azienda produttrice di David Barron e alla  Highland Film Group. Il film, scritto e diretto da Vaughn Stein con protagonista Robbie, è stato registrato e prodotto prima di Tonya. Nel complesso è stato un fallimento al botteghino, incassando soltanto 843,970 dollari, in confronto all'incasso di Tonya di quasi 54 milioni di dollari.
Nel 2019, insieme a Automatik Entertainment e a Paramount Pictures, lanciano la premiere di Dreamland, un film action-drama ambientato nel 1930, realizzato nel 2017.
Successivamente, LuckyChap inizia ad occuparsi anche di produzione televisiva, e nel 2018 vende la commedia Dollface alla piattaforma di streaming Hulu, iniziando poi la produzione e pubblicandola nel 2019. Lo show è anche prodotto dalla ABC Signature e Clubhouse Pictures, e vede come protagonista Kat Dennings.
Durante il 2019, la compagnia ha anche lavorato alla produzione di Birds of Prey e la fantasmagorica rinascita di Harley Quinn, con la premiere ad inizio 2020; diretto da Cathy Yan e pubblicato come spin-off del film Suicide Squad, è stato il film con l'incasso più alto fino a quel momento, con un ricavo mondiale di 200 milioni.
Più tardi, nel 2020, LuckyChap rilascia il film Una donna promettente, prodotto assieme alla FilmNation Entertainment ed alla Focus Features. Il film ha vinto un premio Oscar e un BAFTA award per la miglior sceneggiatura originale e un altro BAFTA per il miglior film britannico.
LuckyChap riceve, in collaborazione con Warner Bros. Pictures e Mattel Films, la divisione cinematografica della Mattel, la produzione del film Barbie (2023), con protagonista Robbie nei panni di Barbie. Il film, già in cantiere dal 2017, era stato più volte rimandato. Rilasciato nelle sale il 21 luglio 2023 in contemporanea ad Oppenheimer, ha portato allo sviluppo del fenomeno Barbenheimer. Il film ha incassato 1.4 miliardi mondialmente, diventando il film col maggiore incasso del 2023.

### Focus
LuckyChap ha descritto come suo focus primario quello di promuovere storie riguardanti personaggi donne scritte da donne, affermando come stanno riempendo una lacuna causata da una disparità di generi formatasi negli anni nella industria cinematografica, in particolare in termini di scrittori e direttori. Inoltre LuckyChap si è posta come obbiettivo di avere prevalentemente donne all'interno del team.
Nel 2019, LuckyChap ha collaborato con Christina Hodson, l'autrice di alcuni film d'azione come Birds of Prey (2020) e Bumblebee (2018), per formare la 'Lucky Exports Pitch Program' (LEPP). Questo progetto prevedeva sei scrittrici, comprese quattro di colore, nel quale avrebbero sviluppato idee per film di azione.

## Film della LuckyChap Entertainment

### Film
| Anno | Titolo                                                      | Regista                | Incasso         |
| ---- | ----------------------------------------------------------- | ---------------------- | --------------- |
| 2017 | Tonya                                                       | Craig Gillespie        | $53.9 milioni   |
| 2018 | Terminal                                                    | Vaughn Stein           | $843.970        |
| 2019 | Dreamland                                                   | Miles Joris-Peyrafitte | $320,814        |
| 2020 | Birds of Prey e la fantasmagorica rinascita di Harley Quinn | Cathy Yan              | $205.4 milioni  |
| 2020 | Una donna promettente                                       | Emerald Fennell        | $20.3 milioni   |
| 2021 | The Humming of the Beast                                    | Francisca Alegría      | —               |
| 2023 | Lo strangolatore di Boston                                  | Matt Ruskin            | —               |
| 2023 | Barbie                                                      | Greta Gerwig           | $1.446 miliardi |
| 2023 | Saltburn                                                    | Emerald Fennell        | $21 milioni     |
| 2024 | My Old Ass                                                  | Megan Park             | —               |
| TBA  | Alba                                                        | Francisca Alegría      | —               |
| TBA  | Avengelyne                                                  | Olivia Wilde           | —               |
| TBA  | Borderline                                                  | Jimmy Warden           | —               |
| TBA  | Big Thunder Mountain Railroad                               | Bert e Bertie          | —               |
| TBA  | Monopoly                                                    | TBA                    | —               |
| TBA  | My Year of Rest and Relaxation                              | Yorgos Lanthimos       | —               |
| TBA  | Naughty                                                     | Olivia Wilde           | —               |
| TBA  | Oceans                                                      | Jay Roach              | —               |
| TBA  | Tank Girl                                                   | Miles Joris-Peyrafitte | —               |
| TBA  | The Sims                                                    | Kate Herron            | —               |
| TBA  | Whoever You Are, Honey                                      | TBA                    | —               |

### Serie Tv
| Anno      | Titolo                               | Piattaforma |
| --------- | ------------------------------------ | ----------- |
| 2019–2022 | Dollface                             | Hulu        |
| 2021      | Maid                                 | Netflix     |
| 2022      | Mike                                 | Hulu        |
| TBA       | The Wildest Animals in Griffith Park | TBA         |
| TBA       | Sirens                               | Netflix     |